# Yeísmo

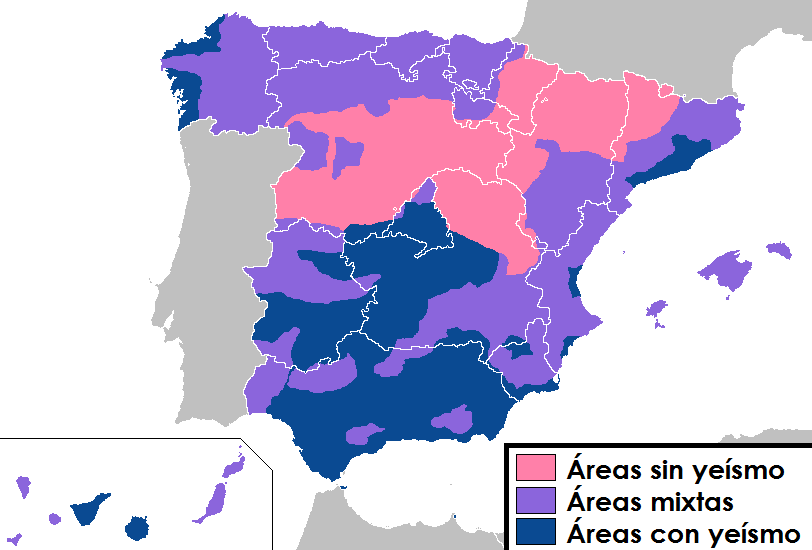

Yeísmo is een verschijnsel in verschillende varianten van het Spaans waarbij er geen verschil in uitspraak is tussen de ll en de y.
Hoewel het oorspronkelijke Spaans niet yeísta is, komt dit verschijnsel in de meeste varianten van het Spaans voor: in de varianten van het zuiden van Spanje en in grote delen van Latijns-Amerika. Ook in de rest van Spanje wint het yeísmo de laatste decennia aan terrein. In het oorspronkelijke Spaans wordt de ll uitgesproken als /ʎ/ (lj) en de y als /j/ (j). Varianten met yeísmo kennen slechts één uitspraak voor beide letters, als /j/ (j) in Zuid-Spanje en het grootste deel van Latijns-Amerika en als /∫/ (sj) in het Rioplatensisch Spaans in Argentinië en Uruguay. In sommige gevallen leidt dit er toe dat twee woorden die verschillend worden geschreven, op dezelfde manier worden uitgesproken zoals cayó (hij viel, van het werkwoord caer) en calló (hij zweeg, werkwoord callar).
Over het ontstaan van yeísmo in Latijns-Amerika bestaan verschillende theorieën. Zo is het mogelijk dat het verschijnsel is meegebracht door Andalusische en Canarische immigranten en conquistadores. Waarschijnlijker is echter dat het in Latijns-Amerika is ontstaan vanwege het contact tussen Spanjaarden enerzijds en Indianen en Afrikaanse slaven anderzijds. Het verschil tussen ll en y is in het oorspronkelijke Spaans voor mensen die Spaans niet als moedertaal hebben lastig te horen, en het is voor niet-Spanjaarden lastig dit verschil te beheersen. Na de Spaanse verovering van Latijns-Amerika hebben miljoenen Indianen en Afrikanen het Spaans aangeleerd, waardoor het verschil tussen ll en y is komen te vervallen.